# Gili Air (ort)
Gili Air är en ort i Indonesien.   Den ligger i provinsen Nusa Tenggara Barat, i den sydvästra delen av landet, 1 000 km öster om huvudstaden Jakarta. Gili Air ligger 11 meter över havet och antalet invånare är 1 800. Den ligger på ön Gili Air.
Terrängen runt Gili Air är platt västerut, men åt sydost är den kuperad. Havet är nära Gili Air åt nordväst.Runt Gili Air är det tätbefolkat, med 530 invånare per kvadratkilometer. Gili Air är det största samhället i trakten. I omgivningarna runt Gili Air växer i huvudsak städsegrön lövskog.